# Pseudolaelia brejetubensis
Pseudolaelia brejetubensis är en orkidéart som beskrevs av M.Frey. Pseudolaelia brejetubensis ingår i släktet Pseudolaelia och familjen orkidéer. Inga underarter finns listade i Catalogue of Life.